# Sirsāganj
Sirsāganj är en ort i Indien.   Den ligger i distriktet Firozabad och delstaten Uttar Pradesh, i den centrala delen av landet, 230 km sydost om huvudstaden New Delhi. Sirsāganj ligger 165 meter över havet och antalet invånare är 29 034.
Terrängen runt Sirsāganj är mycket platt. Runt Sirsāganj är det tätbefolkat, med 709 invånare per kvadratkilometer. Närmaste större samhälle är Shikohabad, 11,4 km nordväst om Sirsāganj. Trakten runt Sirsāganj består till största delen av jordbruksmark.